# 恵み野南
恵み野南（めぐみのみなみ）は北海道恵庭市の地名。郵便番号は061-1372。人口は2,062人、世帯数は1,154世帯。

## 地理
恵み野の南に位置している地域。恵み野南の沿線には国道36号（恵庭バイパス）、団地中央通、柏木中通があり、恵み野南には団地環状通が通っている。

## 歴史
1979年に恵庭ニュータウン恵み野の第一期工事が着工され、1980年に南島松から「恵み野南」（1 - 3丁目）に町名変更した。1981年には南4丁目が編入された。2018年7月に恵み野南5丁目が編入し、10月に「スマートタウンふれる恵み野」が完成した。

### 沿革
- 1980年（昭和55年）- 南島松から恵み野南に町名変更[5]。
- 1981年（昭和56年）- 恵み野南4丁目が編入[5]。
- 2018年（平成30年）- 恵み野南5丁目が編入[6]。

### 町名の変遷
町名の変遷は以下の通り。
| 実施内容 | 実施年月日 | 実施前 | 実施後   |
| -------- | ---------- | ------ | -------- |
| 町名変更 | 1980年     | 南島松 | 恵み野南 |

## 人口と世帯数
2023年9月30日現在の人口と世帯数は以下の通り。
| 町・丁        | 人口    | 世帯      |
| ------------- | ------- | --------- |
| 恵み野南1丁目 | 369人   | 226世帯   |
| 恵み野南2丁目 | 485人   | 243世帯   |
| 恵み野南3丁目 | 584人   | 287世帯   |
| 恵み野南4丁目 | 692人   | 327世帯   |
| 恵み野南5丁目 | 232人   | 71世帯    |
| 計            | 2,362人 | 1,154世帯 |

### 人口の変遷
国勢調査による人口数の推移。
| 1995年（平成7年）  | 2,488人 | [ 8 ]  |  |
| 2000年（平成12年） | 2,461人 | [ 9 ]  |  |
| 2005年（平成17年） | 2,508人 | [ 10 ] |  |
| 2010年（平成22年） | 2,345人 | [ 11 ] |  |
| 2015年（平成27年） | 2,131人 | [ 12 ] |  |
| 2020年（令和2年）  | 2,254人 | [ 13 ] |  |

### 世帯数の変遷
国勢調査による世帯数の推移。
| 1995年（平成7年）  | 781世帯 | [ 8 ]  |  |
| 2000年（平成12年） | 848世帯 | [ 9 ]  |  |
| 2005年（平成17年） | 943世帯 | [ 10 ] |  |
| 2010年（平成22年） | 905世帯 | [ 11 ] |  |
| 2015年（平成27年） | 881世帯 | [ 12 ] |  |
| 2020年（令和2年）  | 944世帯 | [ 13 ] |  |

## 小・中学校の通学区
小・中学校の通学区は以下の通り。
| 町・丁   | 街区 | 小学校               | 中学校               |
| -------- | ---- | -------------------- | -------------------- |
| 恵み野南 | 全域 | 恵庭市立恵み野小学校 | 恵庭市立恵み野中学校 |

## 交通

### バス
- えにわコミュニティバス（ecoバス）
  - 「恵み野南3丁目」・「恵み野中学校」・「恵み野南2丁目」・「恵み野南1丁目」停留所がある[15]。

### 道路
- 一般国道
  - 国道36号（恵庭バイパス）[16]
- 都市計画道路
  - 3・4・113 柏木中通[16]
  - 3・4・123 団地中央通[16]
  - 3・4・124 団地環状通[16]

## 施設
文化
- 恵み野南会館（恵み野南3丁目）

教育
- 恵庭市立恵み野小学校（恵み野南4丁目）
- 認定こども園 恵み野幼稚園（恵み野南4丁目）

公園・緑地
- タイヤの丘公園（恵み野南2丁目）
- アルプス公園（恵み野南3丁目）
- 恵み野南緑地（恵み野南2丁目）

道営住宅
- 道営住宅恵み野団地（恵み野南1丁目）

市営住宅
- 市営住宅恵み野南団地（恵み野南1丁目）